# Кірстен ван дер Колк
Кірстен ван дер Колк  (нід. Kirsten van der Kolk, 18 грудня 1975) — нідерландська веслувальниця, олімпійська чемпіонка.

## Виступи на Олімпіадах
| Олімпіада   | Дисципліна         | Місце |
| ----------- | ------------------ | ----- |
| Сідней 2000 | легка двійка парна | 6     |
| Афіни 2004  | легка двійка парна | 3     |
| Пекін 2008  | легка двійка парна | 1     |